# Sevom Khordad
Le Sevom Khordad ou 3e Khordad est un système de missile de défense aérienne mobile à moyenne portée iranien qui a été dévoilé pour la première fois le 11 mai 2014. Il s'agirait d'une version améliorée du système de défense aérienne Ra'ad  et quelque peu supérieure à l'autre version du Ra'ad le système Tabas, bien qu'elle ressemble plus au Ra'ad qu'au Tabas. Ses capacités opérationnelles ont été confirmées lorsqu'il a abattu un drone Northrop Grumman RQ-4 Global Hawk américain près du détroit d'Ormuz. Il porte le nom de la libération de Khorramshahr qui s'est produite le 3e jour du Khordad du calendrier persan.

## Caractéristiques
Il présente une certaine ressemblance avec le Bouk-M2, en matière de performances, il est « souvent comparé à la famille Bouk russe ». Chaque Sevom Khordad TELAR peut transporter 3 missiles Taer-2B qui ont une portée de 50 à 105 km et peut fonctionner à des altitudes de 25 à 30 km. Le Sevom Khordad utilise un radar d'engagement à réseau actif en bande X, chaque Sevom Khordad peut simultanément détecter 100 cibles, en engager 4 et guider 2 missiles sur une cible. Chaque batterie de Sevom Khordad se compose d'un TELAR et de deux TEL et dispose donc de 9 missiles prêts à tirer, chaque bataillon dispose de quatre batteries et peut donc engager 16 cibles simultanément. Chaque bataillon comprend également un radar de surveillance à réseau phasé en bande S Bashir 3-D qui a une portée de détection de 350 km. Le bataillon dispose également d'une unité de commandement et de contrôle (C2) qui assure la communication avec d'autres systèmes de défense aérienne et établit ainsi un réseau de défenses aériennes multicouches. Il peut également fournir une liaison de données supplémentaire en cas de brouillage radar.